# Elecciones federales de Australia de 2007
El sábado 24 de noviembre de 2007 se celebraron elecciones federales en Australia, en las que se renovaron la Cámara de Representantes y parte del Senado. El Partido Laborista, dirigido por Kevin Rudd, derrotó a la coalición de centro-derecha liderada por el primer ministro John Howard y formada por el Partido Liberal y el Partido Nacional. La victoria laborista puso fin a once años de gobierno conservador de John Howard. El lunes 3 de diciembre de 2007, Kevin Rudd se convirtió en el nuevo primer ministro australiano. Un total de 13.6 millones de australianos estuvieron inscritos para participar de las elecciones.
El Partido Laborista, con el 43,38% de los votos, obtuvo 83 de los 150 escaños con los que cuenta la Cámara de Representantes. En el Senado, logró hacerse con 18 de los 40 escaños que estaban en juego, por lo que aseguró una mayoría de 50 senadores en una cámara de 76 miembros.